# Aldeacipreste
Aldeacipreste là một đô thị ở tỉnh Salamanca, phía tây Tây Ban Nha, cộng đồng tự trị Castile-Leon.
Đô thị này có diện tích 37,17 km2, dân số năm 2008 là 152 người.